# Țarigrad, Drochia
Țarigrad este un sat din raionul Drochia, Republica Moldova.

## Istorie
Satul a fost atestat documentar pentru prima dată la 27 iulie 1795 sub denumirea „Corbu”, iar în 1859 ca „Valea Țarigradului”. În acel an în sat trăiau 943 de oameni.
Primii locuitori care s-au așezat pe moșia satului au fost țăranii din Paustova și Ojova, de aceea majoritatea sătenilor poartă numele Postovanu și Ojovanu. O parte a moșiei satului se afla în proprietatea unui boier grec, căruia localnicii i-au spus „grecul de la Țarigrad”. Se presupune că de aici se trage denumirea satului.
În anul 1945 denumirea satului a fost schimbată în Glavan, devenind sediul gospodăriei colective „Boris Glavan” specializată în cultivarea cerealelor, a culturilor tehnice, pomicultură, creșterea animalelor. În anul 1990 s-a revenit la vechea denumire a satului, Țarigrad.
În anul 1892 în sat a fost construită biserica cu hramul „Sf. Alexandru Nevski”, iar în 2007 încă o biserică cu hramul „Acoperemântul Maicii Domnului”, la intrarea în sat.

## Geografie
Suprafața satului este de 4.065,33 ha, dintre care 2.882 ha fac parte din fondul funciar, iar 4 ha sunt acoperite de fâșii forestiere. De asemenea, în localitate se află 5 iazuri și o carieră de lut de însemnătate locală. Satul este străbătut de râul Răut.
Distanța directă până la centrul raional Drochia este de 5 km, iar până la Chișinău de 160 km.

## Demografie
În anul 1997, populația satului Țarigrad era estimată la 4.812 de cetățeni.
Conform datelor recensământului din anul 2004, populația satului constituie 4.655 de oameni, 48,25 % fiind bărbați și 51,75 % femei. Structura etnică a populației în cadrul satului arată astfel: 98,90 % – moldoveni/români, 0,49 % – ucraineni, 0,43 % – ruși, 0,02 % – găgăuzi, 0,13 % – țigani, 0,02 % – alte etnii.
În satul Țarigrad au fost înregistrate 1.566 de gospodării casnice la recensământul din anul 2004. Membrii acestor gospodării însumau 4.545 de persoane, iar mărimea medie a unei gospodării era de 2,9 persoane. Gospodăriile casnice erau distribuite, în dependență de numărul de persoane ce le alcătuiesc, în felul următor: 21,84 % – 1 persoană, 22,73 % – 2 persoane, 19,73 % – 3 persoane, 21,65 % – 4 persoane, 9,39 % – 5 persoane, 4,66 % – 6 și mai multe persoane.

## Administrație și politică
Componența Consiliului local Țarigrad (13 consilieri), ales la 5 noiembrie 2023, este următoarea:
|  | Partid                                       | Consilieri | Componență | Componență | Componență | Componență |
|  | -------------------------------------------- | ---------- | ---------- | ---------- | ---------- | ---------- |
|  | Partidul Comuniștilor din Republica Moldova  | 4          |            |            |            |            |
|  | Partidul Acțiune și Solidaritate             | 3          |            |            |            |            |
|  | Partidul Nostru                              | 1          |            |            |            |            |
|  | Partidul Socialiștilor din Republica Moldova | 1          |            |            |            |            |
|  | Candidat independent ION CABA                | 1          |            |            |            |            |
|  | Candidat independent SIMION OJOVAN           | 1          |            |            |            |            |
|  | Candidat independent VITALIE BODORIN         | 1          |            |            |            |            |
|  | Candidat independent VITALIE MANEA           | 1          |            |            |            |            |

## Societate
Localitatea dispune de căi de comunicație de însemnătate locală, cum ar fi șoseaua Drochia-Țarigrad, sectorul de cale ferată, conducta de gaz Moldovatransgaz. De asemenea în localitate sunt amplasate o serie de obiective cu rol social: liceu, gimnaziu, școală auxiliară-internat (cu 856 de copii), 2 grădinițe de copii (cu 180 de copii), farmacie, ambulator, casă de deservire, fabrică de conserve, 9 puncte comerciale, televiziune prin cablu.

## Personalități
- Anton Demianovici (1856–1916), moșier și politician țarist, deputat al Dumei de Stat din partea Basarabiei. Moșia familiei sale s-a aflat în Țarigrad.
- Boris Glavan (1920–1943), partizan sovietic moldovean
- Ion Costaș (n. 1944), general sovietic de aviație, fost ministru al afacerilor interne (1990-1992).
- Lilia Ojovan (n. 1986), prezentatoare de televiziune.